# Psicologia transpersonale
La psicologia transpersonale è un sottocampo o "scuola" di psicologia che integra gli aspetti spirituali e trascendenti dell'esperienza umana con la struttura della psicologia moderna. È anche possibile definirla come una "psicologia spirituale". Secondo la definizione di Charles Tart, essa opera per la "realizzazione del Sé", ossia per il risveglio della natura spirituale di ogni individuo e delle sue qualità più genuinamente umane.
Il termine "transpersonale", applicato alla psicologia, sembra essere stato utilizzato per la prima volta da Roberto Assagioli, il creatore della psicosintesi, ed in seguito da Carl Jung, e sta ad indicare quelle aree della realtà psichica che si estendono oltre l'identificazione con la personalità individuale. La psicologia transpersonale pertanto è quell'approccio psicologico che si occupa dello studio e della cultura della spiritualità e delle esperienze spirituali in un contesto psicologico.
Tale metodo cominciò ad affermarsi nel campo della psicologia intorno agli anni sessanta, a partire dall'opera di A. Maslow, il quale per primo mise l'accento su una psicologia “evolutiva” che considerasse lo “sviluppo delle potenzialità”, “la soddisfazione graduale dei bisogni”, la relazione “tra persona e persona” nel rapporto terapeutico, l'esperienza mistica, come momenti fondanti di un percorso di auto-realizzazione.
La prima associazione di psicologia transpersonale fu fondata negli Stati Uniti nel 1969 ad opera di personalità quali: Charlotte Buhler, Abraham Maslow, Alan Watts, Arthur Koestler, Viktor Frankl. Venne pubblicata una rivista, The Journal of Transpersonal Psychology, fondata da Antony J. Sutich alla quale collaborano tutti i maggiori esponenti americani del movimento transpersonale quali: Ken Wilber, Stan Grof, Stanley Krippner, Lawrence Le Shan, Michael Murphy, Charles T. Tart, Frances E. Vaughan e altri.

## Origini
Fu Abraham Maslow, uno degli esponenti di spicco della psicologia umanistica, a proporre, nel 1968, un ulteriore ampliamento delle basi filosofiche e del campo di ricerca della psicologia:
(Abraham Maslow)
Dopo la scomparsa dell'autore, la psicologia transpersonale andò arricchendosi ad opera di una serie di studiosi, soprattutto statunitensi; tra i precursori, vi è anche l'italiano Roberto Assagioli, con la sua Psicosintesi. 
Dagli anni settanta agli anni novanta, il campo fu sviluppato tramite le opere di autori come Stanislav Grof, Ken Wilber, Michael Washburn, Frances Vaughan, Roger Walsh, Stanley Krippner, Michael Murphy, Charles Tart, David Lukoff e Stuart Sovatsky. Anche se Wilber è considerato un autore e teorico importante nel campo, ora si è dissociato dal movimento a favore di quello che lui chiama un pensiero, o un approccio, integrale. In Italia esistono due principali associazioni di psicologia transpersonale, l'Associazione per la Medicina e la Psicologia Transpersonale di Milano e l'Associazione Italiana di Psicologia Transpersonale di Roma.

## I principali contributi

### William James
Pioniere della psicologia, fu il primo a studiare le esperienze mistiche considerandoli eventi psicologici quanto religiosi.
In The Varieties of Religious Experiences, James considera le esperienze mistiche come un sano e naturale impulso, fondamento d'ogni religione.

### Carl Gustav Jung
Collateralmente alle tendenze dominanti sopravvisse un pensiero, sostenuto da studiosi eterogenei per formazione e provenienza  che continuò a mantenere la trascendenza dell'io e l'esperienza spirituale al centro della propria ricerca psicologica.
Primo fra tutti è da citare Carl Gustav Jung il quale postulò l'esistenza di un Inconscio Collettivo, inizialmente da lui stesso definito Uberpersonliche (transpersonale). Tale inconscio sarebbe l'artefice della fondamentale interconnessione di ogni
psiche individuale e sarebbe popolato da archetipi i quali  costituiscono la base stessa di ogni esperienza transpersonale.
Secondo Jung, noi facciamo indirettamente esperienza degli archetipi attraverso  i sogni, i simboli, le favole, i rituali, mentre le esperienze mistiche ci consentono l'accesso diretto al mondo archetipico. Egli arrivò ad indicare nell'esperienza spirituale la via maestra per l'uscita dalle nevrosi.

### Abraham Maslow
Fu il fondatore della psicologia umanistica e gettò le basi, forse più di chiunque altro, per la nascita della psicologia transpersonale in quanto forza organizzata all'interno del panorama delle teorie psicologiche. Egli stesso considerò la psicologia umanistica, che definì la “terza forza” della psicologia, dopo la psicoanalisi e il comportamentismo come transitoria, come una preparazione per un'ancora più alta “quarta psicologia” , transpersonale, transumana,  centrata nel cosmo più che sui bisogni ed interessi umani e che andasse oltre concetti quali, umanità, identità, auto-realizzazione personale, verso una trascendenza del Sé.

### Roberto Assagioli
Ebbe il grande merito di trascendere per primo i limiti della psicoanalisi proponendo una psicosintesi che consentisse all'individuo di ampliare i suoi confini personali verso la realizzazione di un Sé transpersonale. Sembra inoltre che fu lui a coniare per primo il termine “psicologia transpersonale”..

### Pierre Weil
Egli, esplorando le dimensioni dell'esperienza interiore, come ci ricorda nel suo libro L'uomo senza frontiere , ha individuato una serie di confini che limitano l'uomo nella sua visione del mondo, definendo così, magistralmente, gli ambiti d'intervento della psicologia transpersonale, essi sono: la coscienza, la memoria, l'evoluzione e la morte.
La conoscenza e la trascendenza di tali confini sono, infatti, la principale prerogativa del movimento transpersonale che opera con metodi scientifici per lo sviluppo della seguente tesi:
- La coscienza è un flusso incessante ed illimitato. I limiti esistono solo nella mente dell'uomo.
- La memoria va oltre la filogenesi e può risalire lungo la giornata evolutiva del vivente fino alla fonte stessa dell'energia vitale.
- L'evoluzione umana non si ferma all'intelletto o alla fase della malattia ma procede verso qualità più elevate quali: saggezza, amore, umiltà, compassione, consapevolezza, ecc.
- La morte è solo un passaggio, un'occasione per attingere nuove dimensioni dell'essere.

Pierre Weill ha scritto più di quaranta libri. Il suo libro O Corpo Fala (Il Corpo Parla) è stato ripubblicato più di sessanta volte in Brasile.

### Stanislav Grof e Ken Wilber
Sono le figure attualmente più rappresentative del movimento transpersonale. Stan Grof , come vedremo è stato uno dei primi ad
elaborare un modello psicodinamico transpersonale, oltre che una mappa
dell'esperienza interiore e una metodologia psicoterapeutica ad approccio transpersonale. Ken Wilber  è da considerarsi senza dubbio il più prolifico teorico transpersonale vivente, egli ha, tra l'altro elaborato un modello di sviluppo della coscienza che consente di integrare i vari modelli psicologici, cognitivo, morale, psicodinamico e spirituale.

### Altri autori
Alcuni tra gli altri che collateralmente hanno nutrito il grande fiume del transpersonale sono da considerarsi: Karen Horney, con il suo concetto di “vero Sé”, Viktor Frankl, il quale basava il suo lavoro sulla ricerca del significato e sulla nozione di “auto-trascendenza”, Carl Rogers, che includeva il concetto di “potere spirituale trascendente” tra le caratteristiche di una persona pienamente funzionante e Fritz Perls, che fu profondamente influenzato dallo Zen nell'elaborazione della sua terapia della Gestalt.

## Concetti
L'ipotesi centrale della psicologia transpersonale è che l'essere umano non sia semplicemente un'unità bio-psichica, ma un insieme aperto e collegato, nella sua realtà più intima, profonda, a una presunta dimensione "spirituale".
C'è dunque un recupero esplicito dell'aspetto spirituale dell'esistenza, senza che questo implichi l'adesione a un credo o a una tradizione particolari. Si tratta, infatti, di un approccio scientifico, e non fideistico: non prende avvio da rivelazioni o da dogmi, ma da una ricerca attenta e sistematica sugli stati di coscienza non-ordinari, così come si verificano nell'esperienza religiosa e non, di ogni tempo e di ogni cultura. In uno studio di questo tipo, la ricerca psicologica si arricchisce dei portati della mistica comparata, senza assumere in maniera implicita le concezioni filosofiche e culturali che ne stanno alla base. L'uomo acquista così un'identità «transpersonale», cioè un'identità che è in grado di trascendere la struttura della personalità, senza perdere, però, il contatto con la propria individualità. Usando una definizione di Roberto Assagioli, l'individuo si scopre "cittadino di due mondi" e viene invitato a vivere "coi piedi per terra e la testa alta verso il cielo".
La psicologia esistenziale e quella umanistica avevano sottolineato il fatto che l'Io non è semplicemente un meccanismo di argine tra impulsi contrastanti (in un'opera di difficile mediazione tra Es e Super-Io) al fine della conservazione dell'individuo, ma un centro autonomo di coscienza, capace di scelte libere e responsabili, e di dare un significato all'esistenza. Aveva mostrato che la caratteristica intima dell'Io è l'auto-trascendenza, cioè la continua tensione ad andare oltre sé stessi in un processo di autorealizzazione (e non in direzione della semplice ricerca del piacere, o del potere). Se la Terza Forza aveva raggiunto una simile prospettiva, la Quarta Forza fa un ulteriore passo in avanti: afferma che l'Io (o Sé) personale è solo il riflesso di un Sé trascendente, di un centro di coscienza transpersonale, in cui tutte le cose trovano la loro origine e il loro principio costitutivo. Il Sé transpersonale costituirebbe così l'unità sottostante l'apparente molteplicità.